# Forticom
Forticom — IT-компания, основанная в Латвии. Являлась владельцем социальных сетей One.lv (латвийской) и One.lt (литовской). Проект one.lt был продан, а другой проект one.lv был закрыт в Январе 2013 года.100 % Forticom принадлежит VK.
Данные сайты начали работу в 1999 году и предложили возможность бесплатно отправлять текстовые сообщения на мобильные телефоны. Сервис обрёл популярность, так как в то время текстовые сообщения были дорогими. Позже на портале появились и другие мобильные услуги (игры, мелодии, иконки и т. д.). Социальная сеть выросла из экспериментальных «друзей», показывающихся на сайте. Кроме того, компания разработала сайты для обмена видео Videogaga.lt и Videogaga.lv, но на данный момент оба проекта закрыты.
В 2007 году Forticom купил 25 % социальной сети Одноклассники. В июне 2008 года компания приобрела 70 % акций в польском социальной сети Nasza-klasa.pl за $92 млн, позже все акции проекта Nasza-klasa.pl были проданы. На данный момент[когда?] компания занимается исключительно разработкой и продвижением проекта Odnoklassniki.